# Ouragan Barry (2019)
Pour les articles homonymes, voir Cyclone tropical Barry.
L’ouragan Barry est la deuxième tempête nommée et le premier ouragan de la saison cyclonique 2019 dans l'océan Atlantique nord. Il est issu d'une zone de nuages convectifs formant un mésovortex sur le Midwest américain le 4 juillet. Le système est entré sur le golfe du Mexique le 10 juillet et fut classé comme cyclone tropical potentiel plus tard dans la journée. Le lendemain, il fut reclassé tempête tropicale Barry. Le 13 juillet, il a atteint des vents soutenus sur une minute maximum de 120 km/h et une pression centrale minimale de 991 Hpa, devenant un ouragan de catégorie 1 dans l’échelle de Saffir-Simpson.
Plus tard la même journée, Barry atteignit les côtes de Marsh Island et Intracoastal City, en Louisiane, puis faiblit rapidement en tempête tropicale. Tard le 15 juillet, Barry dégénéra en dépression post-tropicale au nord de l'Arkansas avant de se dissiper le 19 juillet au large de New York. Barry fut le quatrième ouragan des annales à toucher la Louisiane au mois de juillet, les autres étant Bob en 1979, Danny en 1997 et Cindy en 2005.
Barry a causé un décès indirect et pour plus de 600 millions $US en dommages.

## Évolution météorologique
Barry origina d'un mésovortex convectif qui s'est formé le 4 juillet dans le Midwest américain. Les modèles de prévision numérique du temps indiquait que cette perturbation pourrait interagir avec un creux barométrique sur le sud-est des États-Unis, entraînant la formation d'une zone dépressionnaire au-dessus du golfe du Mexique. Le 5 juillet, le Climate Prediction Center releva cette possibilité dans ses prévisions sur 14 jours.
Le lendemain, le National Hurricane Center (NHC) a souligné la faible probabilité de cyclogenèse tropicale alors que la perturbation initiale était toujours centrée sur le Tennessee, anticipant que le système météorologique se dirigerait vers le nord du golfe du Mexique. Au cours jours suivants, le système a dévié vers le sud-est en direction de la Géorgie et, le 8 juillet, le NHC a évalué la probabilité élevée de développement d'un cyclone tropical.

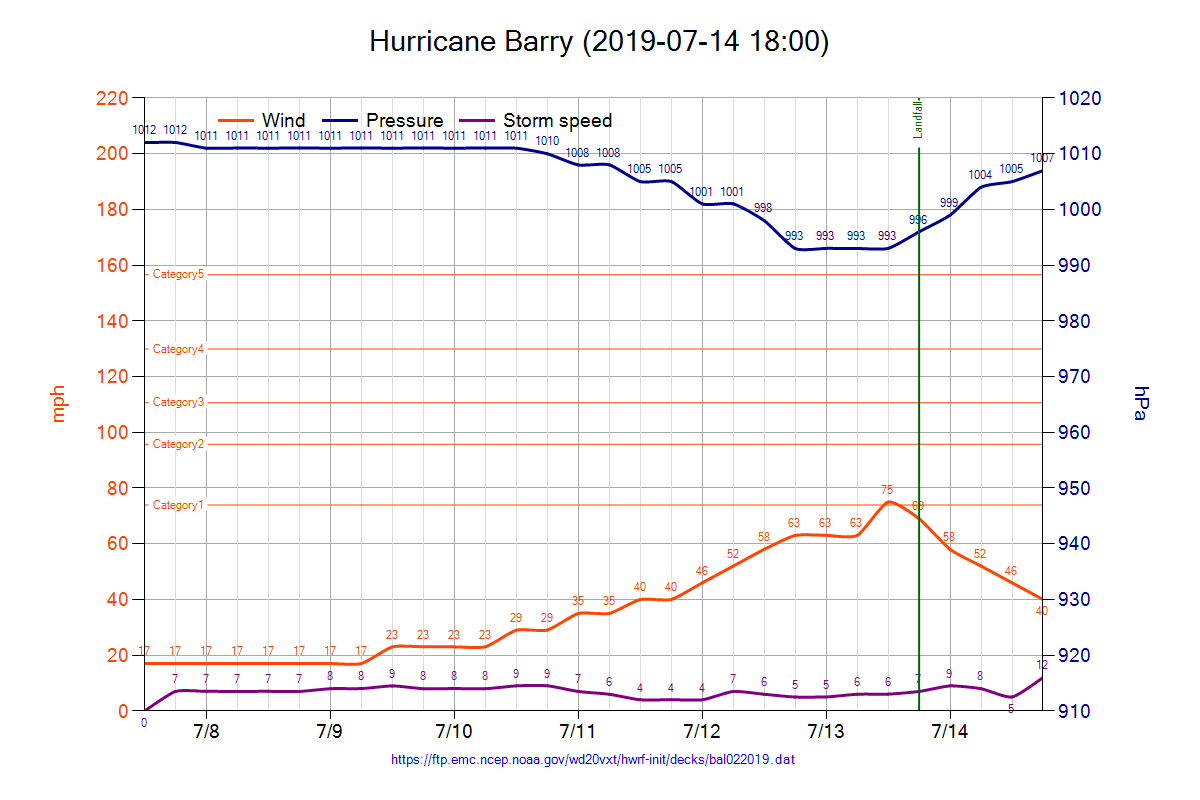
Variation temporelle de la pression centrale et des vents de Barry.

Le 9 juillet, le système a développé une vaste zone dépressionnaire au-dessus du panhandle de Floride. Le lendemain, le large système émergeait dans la baie Apalachee, dans le nord-est du golfe du Mexique, avec une zone d'averses et orages bien organisée. Simultanément, le NHC prévoyait une forte probabilité de développement en cyclone tropical dans les 48 heures suivantes, notant un environnement favorable et la convection généralisée déjà associée à la dépression. Comme une large crête barométrique sur le centre et l'ouest des États-Unis lui barrait le chemin, le système s'est déplacé vers l'ouest-sud-ouest.
Le 10 juillet, le NHC a commencé émettre des bulletins sur le système météorologique en tant que cyclone tropical potentiel, en raison de la menace de vents violents et des pluies qui lui seraient associés. Le NHC décrivait les conditions atmosphériques, notamment des températures de l'eau supérieures à 30 °C, comme idéales pour l'intensification. Grâce au rapport des avions de reconnaissance, le NHC a reclassé le système en tempête tropicale Barry à 11 h 0 UTC le 11 juillet, alors qu’il est situé à environ 150 km au sud-est du delta du Mississippi. La convection s'est graduellement organisée en une large bande de pluie au sud d'une circulation allongée et de petits orages près du centre. Malgré la structure asymétrique de Barry, il s'est progressivement intensifié.
Dans la matinée du 13 juillet, les orages se sont rapprochés du centre de la circulation. Le NHC a estimé que Barry avait atteint le statut d’ouragan de catégorie 1 à midi UTC ce jour-là, concluant que Barry produisait une petite zone de vents d’ouragan basée sur des observations de vitesse du radar météorologique à 121 km/h) ainsi que des vents soutenus notés de 116 km/h sur une plateforme du champ pétrolifère d'Eugene Island. Simultanément, la tempête atteignit son intensité maximale, avec une pression centrale minimale de 991 HPa.
Ce même jour, à 18 h 0 UTC, Barry a touché terre en tant qu'ouragan de catégorie 1 sur Intracoastal City, en Louisiane, avant de s'affaiblir pour devenir une tempête tropicale,.
Le lendemain 14 juillet, Barry progressa plus à l'intérieur des terres et affaiblit en dépression tropicale à 21 h 0 UTC sur le nord-ouest de la Louisiane. À ce moment-là, le NHC a confié la responsabilité d'émettre des avis sur la tempête au Weather Prediction Center (WPC). Le 15 juillet, à 21 h 0 UTC, Barry dégénéra en une dépression résiduelle au-dessus du nord de l'Arkansas. Celle-ci se dissipa le 19 juillet en sortant vers l'océan près de New York, absorbé par un autre système des latitudes moyennes.

## Préparatifs
Le 10 juillet, le NHC a commencé à émettre diverses alertes cycloniques, dont une veille d'ouragan pour la côte de la Louisiane de Cameron au delta du Mississippi. Lorsque la perturbation est devenue tempête tropicale le 11 juillet, le NHC a allongé les zones couvertes surveillant vers l'est jusqu'à la frontière entre le Mississippi et l'Alabama, y compris la région métropolitaine de la Nouvelle-Orléans, incluant les lacs Pontchartrain et Maurepas. L'agence a également lancé un avertissement d'onde de tempête de l'embouchure de la rivière Atchafalaya à Shell Beach, en Louisiane.
Le Corps du génie de l'armée des États-Unis, craignant que des digues soient submergées dans la paroisse de Plaquemine par la surcote, une évacuation obligatoire fut ordonnée pour les 8 à 10 000 résidents de la paroisse le 11 juillet au matin. Un ordre d'évacuation fut également émis pour les zones basses de la paroisse de Jefferson et le maire de Grand Isle a également ordonné l'évacuation obligatoire.
En raison de la menace, le navire de croisière Carnival Valor a changé son point de débarquement de la Nouvelle-Orléans à Mobile (Alabama). La Royal Dutch Shell a évacué du personnel non essentiel de ses plates-formes pétrolières offshore dans le golfe du Mexique.
Dans l'après-midi du 11 juillet, le National Hurricane Center rehaussé la veille à un avertissement d'ouragan pour la côte de la Louisiane entre Intracoastal City et Grand Isle, en Louisiane. Des couvre-feux furent mis en place dans plusieurs communautés cinq paroisses de la Louisiane le 12 juillet. Le maire de La Nouvelle-Orléans, LaToya Cantrell, a exhorté les habitants à « s'abriter sur place » mais n'a pas ordonné d'évacuations, citant que cette mesure s'applique à partir d'un ouragan de catégorie 3.
Le gouverneur du Mississippi, Phil Bryant, a déclaré l'état d'urgence le 12 juillet, allouant des ressources de l'État aux victimes de la tempête et activant le centre des opérations d'urgence de l'État. Le groupe de travail sur la recherche et le sauvetage en milieu urbain dans le Mississippi a envoyé deux équipes de sauvetage de 12 personnes dans le comté de Pike et au camp Shelby afin d'aider les unités d'urgence locales.

## Impacts

### Côte du golfe du Mexique

#### Alabama
Des pluies torrentielles ont submergé les égouts à plusieurs endroits en Alabama dont plus de 200 000 litres d'eau déversés dans les rues du comté de Mobile. La tempête a entraîné la fermeture de plages populaires, notamment celles d'Orange Beach et de Gulf Shores.

#### Floride
Les autorités de plusieurs plages ont averti le public de rester hors de l'eau afin d'éviter le courant d'arrachement et les conditions de baignade dangereuses. Malgré tout, plusieurs nageurs téméraires durent être secourus et à Panama City Beach, une chaîne humaine fut formée dans ce but mais un homme de 67 ans s'est noyé.

#### Louisiane

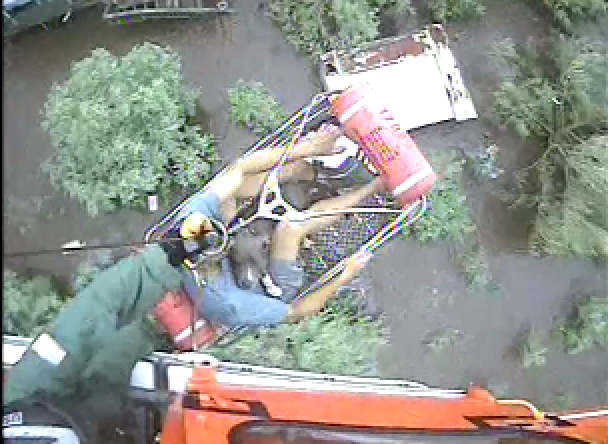
Sauvetage par hélicoptère en Louisiane.

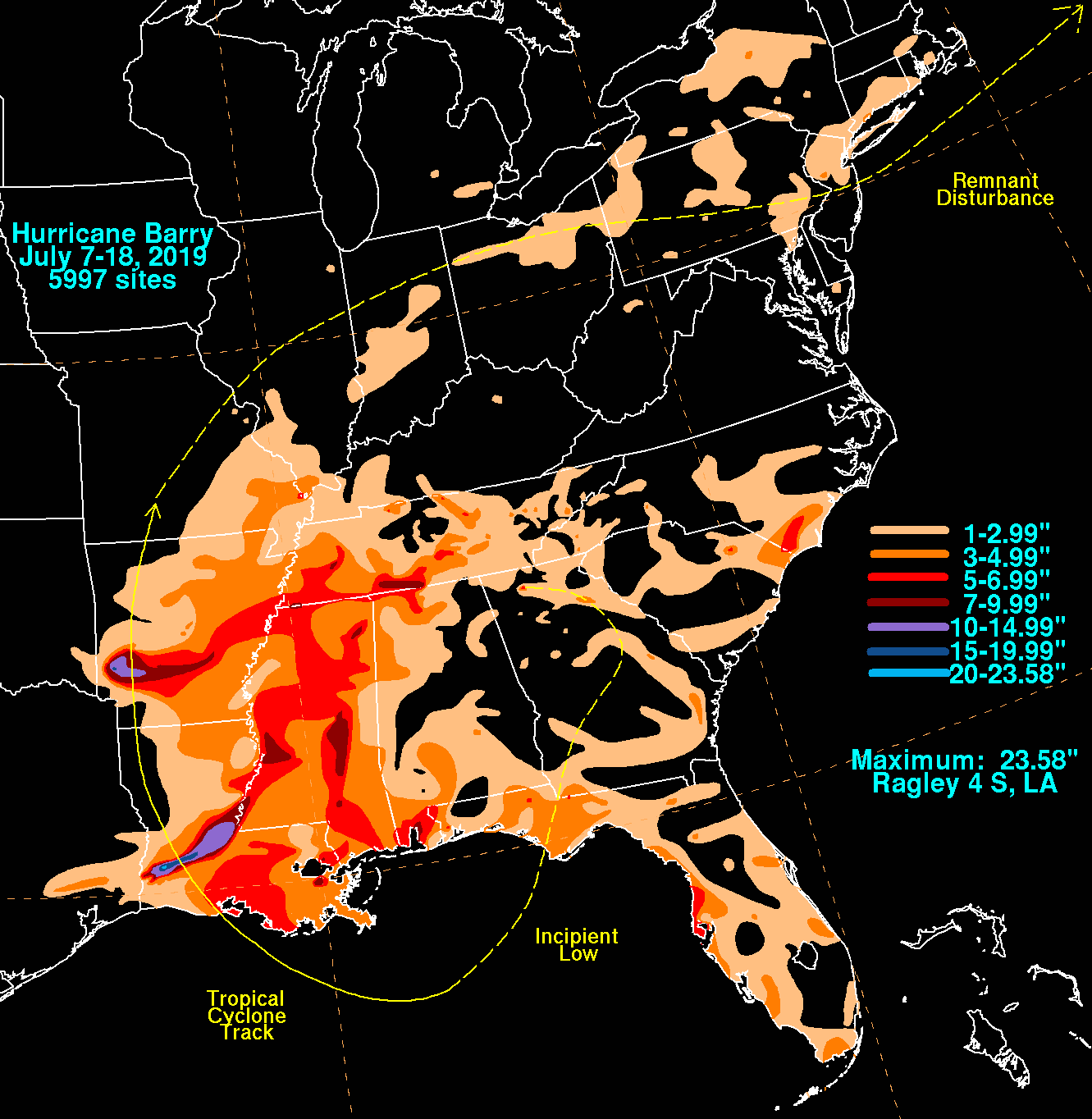
Accumulation avec l'ouragan Barry (2019).
(1 pouce=25.4 mm)

En Louisiane, la tempête tropicale Barry laissa de fortes accumulations de pluie le long de son trajet, avec un maximum de 595 mm près de Ragley, paroisse de Beauregard. Une station de mesure de la marée à Amereda Pass a enregistré une onde de tempête de près de 2,1 m et sur la rive sud du lac Pontchartrain elle a dépassé 0,91 m. Des trombes marines furent signalées sur le lac Pontchartrain et une tornade a frappé le quartier de Gentilly à la Nouvelle-Orléans, endommageant deux maisons,. Le 13 juillet, lorsque Barry a quitté la côte, les deux principales compagnies de distribution électrique du sud de la Louisiane ont annoncé que plus de 114 000 clients étaient privés de courant par le bris des lignes électriques dans la région métropolitaine de la Nouvelle-Orléans, dans les paroisses de Lafourche et de Terrebonne, ainsi que dans l'est de Baton Rouge. [45]
Dès le 9 juillet, il tomba de 150 à 230 mm de précipitations dans la région de la Nouvelle-Orléans, provoquant des inondations. C'est une série d'orages qui ont alors inondé les rues et les commerces pendant six heures, dont des portions du Vieux carré français de La Nouvelle-Orléans, et les transports en commun furent perturbés. Les effets furent exacerbés par le niveau élevé et prolongée du fleuve Mississippi. Les autorités ont alors déclaré une situation d'urgence à la Nouvelle-Orléans, car les rues inondées ont obligé les entreprises et les bâtiments gouvernementaux à fermer,.
Des inondations se sont également produites sur les rives de la rivière Atchafalaya à Morgan City. La digue est du Lower Dularge, dans la paroisse de Terrebonne, fut dépassée, ce qui a imposé une évacuation obligatoire des zones avoisinantes. Dans l'après-midi du 12 juillet, la route d'État 1 au sud de Golden Meadow, la seule voie de communication sortant de Grand Isle et de Port Fourchon, fut fermée à cause des inondations.
En 24 heures, 28 paroisses furent émises en état d'urgence et 14 autres était sur le point de le faire. Après avoir proclamé l'état d'urgence et déployé des moyens de recherche et de sauvetage, le gouverneur de la Louisiane, John Bel Edwards, a demandé le 11 juillet une déclaration de catastrophe fédérale pour l'ensemble de l'État, évoquant le risque d'inondations généralisées,. Le président Donald Trump l'accorda rapidement.

#### Mississippi
Cinq personnes furent secourues à 37 km au sud-ouest de Gulfport après l'échouement de leur navire. Sur la terre ferme, les bandes de pluie ont apporté de fortes averses et ont parfois déclenché des avertissements de tornade. Les vents violents et les sols saturés ont entraîné la chute d'arbres. Des routes inondées furent fermées à la circulation dans la région de Biloxi.

### Ailleurs
Des accumulations de pluie allant en général de 25 à 150 mm sont tombés le long de sa trajectoire dans le centre des États-Unis au-delà de la côte du golfe du Mexique. À la suite d'accumulations de pluie atteignant 200 mm sur l'Arkansas, le Service météorologique national a émis une rare urgence météorologique de crue à 16 h 0 HAC le 16 juillet pour les comtés de Pike et de Clark. Elle a rapidement été étendue à l’ensemble du sud-ouest de l’État. Le Clark County Humane Society à Arkadelphia fut inondé par la crue soudaine, exposant plusieurs personnes à un risque de noyade et d’hypothermie. Une femme fut sauvée des eaux dans la même région.
Au Canada, jusqu’à 80 mm de pluie sont tombés à Toronto en six heures le 17 juillet avec les restes post-tropicaux de Barry passant juste au sud de la région. Ceci a provoqué une crue soudaine de certaines rues et d’une rampe menant à l'autoroute 401 de l’Ontario, submergeant plusieurs véhicules. Toronto a ainsi enregistré sa plus forte accumulation quotidienne pour juillet depuis 2013. Un entonnoir nuageux fut aussi aperçu à Oro-Medonte, comté de Simcoe.